# Cantón de Pontgibaud
El cantón de Pontgibaud era una división administrativa francesa, que estaba situada en el departamento de Puy-de-Dôme y la región de Auvernia.

## Composición
El cantón estaba formado por diez comunas:
- Bromont-Lamothe
- Chapdes-Beaufort
- Cisternes-la-Forêt
- La Goutelle
- Montfermy
- Pontgibaud
- Pulvérières
- Saint-Jacques-d'Ambur
- Saint-Ours
- Saint-Pierre-le-Chastel

## Supresión del cantón de Pontgibaud
En aplicación del Decreto n.º 2014-210 de 21 de febrero de 2014, el cantón de Pontgibaud fue suprimido el 22 de marzo de 2015 y sus 10 comunas pasaron a formar parte del nuevo cantón de Saint-Ours.